# Comuna Nelipăuți, Chelmenți
Nelipăuți (în ucraineană Нелипівці, transliterat: Nelîpivți) este o comună în raionul Chelmenți, regiunea Cernăuți, Ucraina, formată din satele Braiilivka și Nelipăuți (reședința).

## Demografie
Componența lingvistică a comunei Nelipăuți
     Ucraineană (96,47%)
     Rusă (2,21%)
     Română (1,08%)
     Alte limbi (0,08%)
Conform recensământului din 2001, majoritatea populației comunei Nelipăuți era vorbitoare de ucraineană (96,47%), existând în minoritate și vorbitori de rusă (2,21%) și română (1,08%).